# Прад (Арьеж)
Прад (фр. Prades) — коммуна во Франции, находится в регионе Окситания. Департамент коммуны — Арьеж. Входит в состав кантона Акс-ле-Терм. Округ коммуны — Фуа.
Код INSEE коммуны — 09232.

## Население
Население коммуны на 2008 год составляло 50 человек.
| 1962 | 1968 | 1975 | 1982 | 1990 | 1999 | 2008 |
| ---- | ---- | ---- | ---- | ---- | ---- | ---- |
| 88   | 97   | 73   | 67   | 53   | 47   | 50   |

## Экономика
В 2007 году среди 25 человек в трудоспособном возрасте (15—64 лет) 16 были экономически активными, 9 — неактивными (показатель активности — 64,0 %, в 1999 году было 65,2 %). Из 16 активных работали 15 человек (12 мужчин и 3 женщины), безработным был 1 (0 мужчин и 1 женщина). Среди 9 неактивных 0 человек были учащимися или студентами, 5 — пенсионерами, 4 были неактивными по другим причинам.

## Фотогалерея

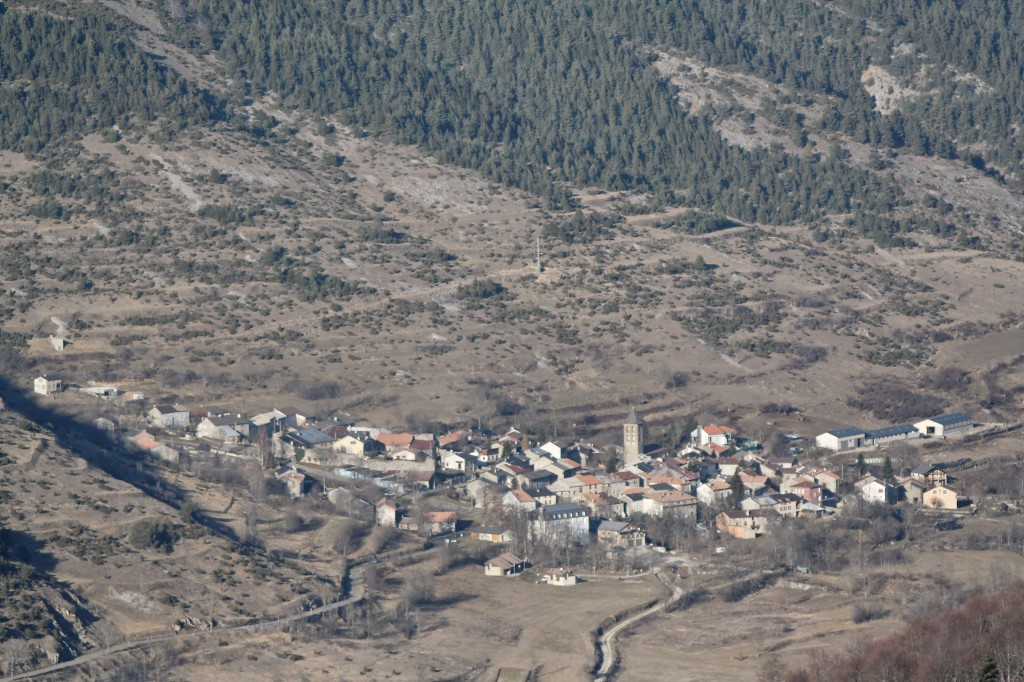
Прад
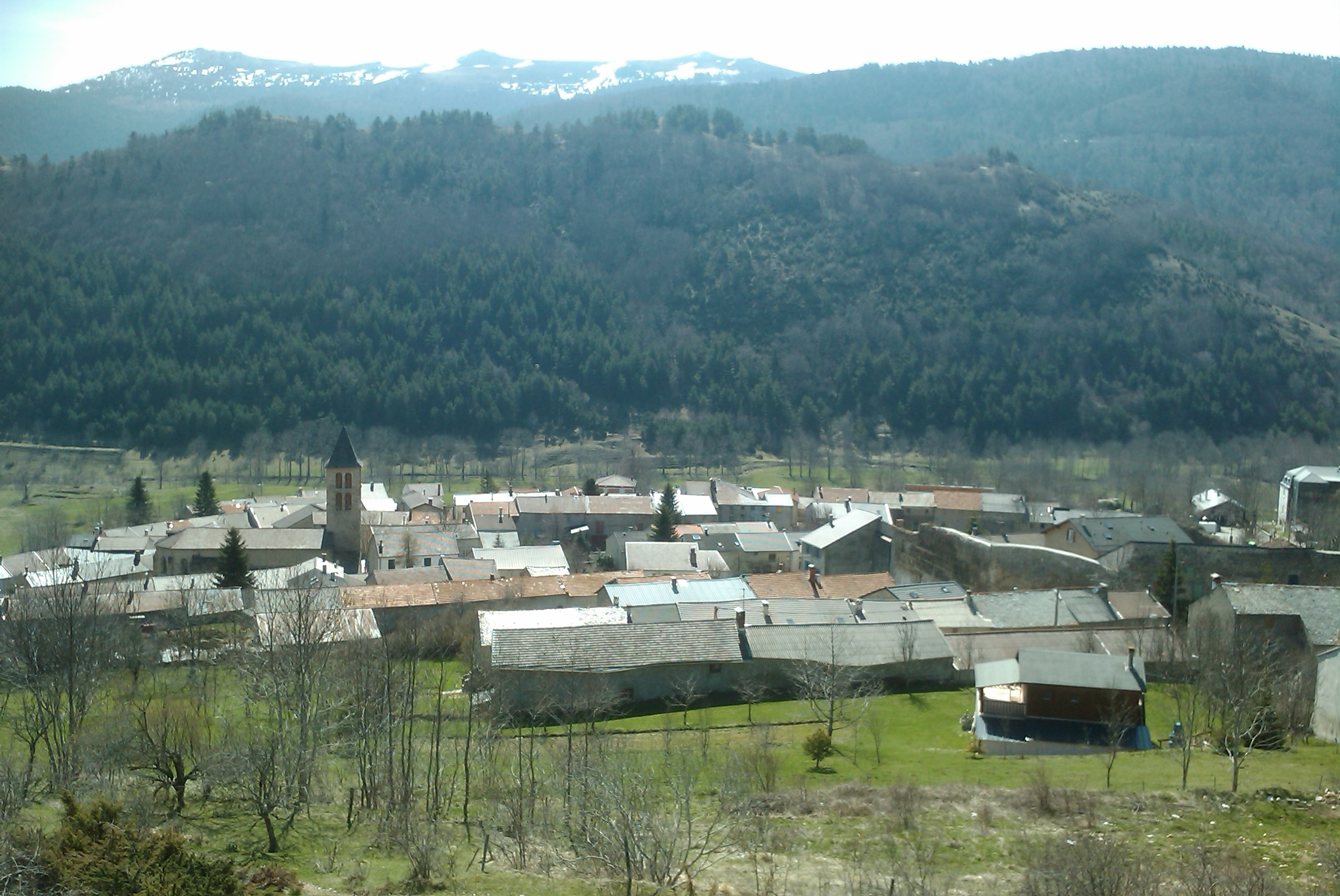
Прад